# Federación de Fútbol Capital
La Federación de Fútbol Capital es el ente regional de Wellington. Fue fundada en el año 2000 y posee gran cooperación con la Asociación de Fútbol Central. Su torneo regional es la Capital Premier League y se encarga de administrar al Wellington Phoenix, único club neozelandés en la A-League australiana y al Team Wellington, la franquicia de Wellington participante de la ASB Premiership.
- Datos: Q5857384